# マウント小学生
マウント小学生（マウントしょうがくせい）とは、子どもが、相手に対して優位性を保とうとしたり、相手を言い負かそうとする行為、またはその行為に及ぶ子どもを指す俗称である。社会問題の一つ。後述のように、著名人の発言に影響されて言葉を使用したがることで、このような行為に及ぶことがある。

## 事例

### 親子関係における事例
親が子どもの行いを注意したときに「それってあなたの感想ですよね？」と突き放したり「はい論破！」と言い負かそうとする姿勢を出し、親が子どもを指導・教育する上での障害となることが事例として挙げられている。

## 問題

### 不利益
人に対して不要に優位性を保とうとしたり、相手を言い負かそうとすることで、学校をはじめとした社会環境において孤立し、いじめにつながるケースが指摘されている。また、相手と正しく議論する能力やコミュニケーション能力の欠乏を招く可能性がある。

### 背景
子どもがこのような行為に及ぶことは、承認欲求の一種であるとの指摘がある。

## 対処法
このような行為をする児童に対しては、正面から否定せず、きちんと論理立てて話せるように指導することが重要である。

## 反応
「それ『明らか』じゃなくて、あなたの感想ですよね？」の言葉を生み出した西村博之は、マウント小学生の問題に対し「感想を事実のように言う人に『それってあなたの感想ですよね』と言う事の何が悪いのかわからないおいらです。」と反応した。なお、2022年度の「小学生流行語ランキング」では「それってあなたの感想ですよね？」は1位となっている。